# Legame emiacetalico

La forma ciclica (piranosica) del glucosio

In chimica, il legame emiacetale o emiacetalico è quello che si forma nella reazione di addizione nucleofila reversibile tra aldeide o chetone (composti carbonilici) e alcol, a formare rispettivamente emiacetali e emichetali.
```
R
1
-C=O + R
2
-OH 

  

    

      

        
⇄

      

    

    
{\displaystyle \rightleftarrows }

  

 R
1
-C(OH)-O-R
2
```

È il legame che caratterizza la forma ciclica dei monosaccaridi, in quanto il passaggio dalla forma aperta avviene tramite un'addizione intramolecolare e la formazione di un emiacetale. Avviene per esempio nel glucosio tra il gruppo aldeidico in posizione del carbonio C1 con il gruppo alcolico in posizione del carbonio C5. Questo porta alla forma ciclica, con un ossigeno inserito nell'anello tra il C1 e il C5.